# Victor Adenuga Oyenuga
Victor Adenuga Oyenuga, CFR (Ijebu Ode, 9 de abril de 1917-10 de abril de 2010) fue un profesor emérito de agronomía nigeriano. Fue un pionero presidente de la Academia Nigeriana de Ciencia.
Fue el primer profesor emérito de la Universidad de Ibadán y el primer profesor de Ciencia Agrícola africano.

## Biografía
Nació en 1917 en Isonyi, un barrio en la ciudad de Ijebu Ode, Estado de Ogun, en el sudoeste de Nigeria y su padre era Thomas Oyenuga, un campesino. Asistió a la Escuela primaria Emmanuel Ado Ekiti, y luego fue admitido en la Wasinmi African Church Secondary School, donde obtuvo un "West African School Certificate" en 1934.
En 1948, obtuvo la licenciatura por la Durham University, Newcastle upon Tyne en química agrícola; y, el doctorado en bioquímica agrícola y nutrición por la misma universidad en 1951.

### Carrera
En 1935, comenzó su carrera, como maestro de aula en LA «Misión de Enseñanza de la Iglesia Anglicana», en Ijebu. Más tarde se incorporó a la Universidad de Ibadán como personal académico en el Departamento de Nutrición Animal donde ascendió a la posición de profesor titular en 1958, el mismo año fue nombrado jefe del Departamento de química agrícola, una posición que ocupó durante tres años.
en 1961, fue profesor de la Universidad de Obafemi Awolowo donde sirvió como Jefe del Departamento de Agricultura.
En 1972, fue nombrado vicerrector de la Universidad de Ibadán, puesto que ocupó en 1976 y 1979, se convirtió en el primer profesor emérito de la Universidad de Ibadán.
En 1992, fue nombrado vicedecano y presidente del Consejo de Administración, de la Universidad de Port Harcourt.

### Honores
- 1977: se le otorgó un doctor honoris causa de Doctor of Science por la Obafemi Awolowo University
- 1977: electo presidente de la Academia Nigeriana de Ciencia
- 1978: honrado con un Doctor de Ciencia por la Durham University por sus destacadas publicaciones en revistas de renombre.[6]
- 1996: honrado con doctorado en ciencia por la Ogun State University en reconocimiento a su inmensa contribución a la ciencia agrícola.[7]

#### Membresías
- Academia Nigeriana de Ciencia.
- Royal Society of Chemistry.